# Kildorrery
Kildorrery (iriska: Cill Dairbhre) är en ort i republiken Irland.   Den ligger i grevskapet County Cork och provinsen Munster, i den södra delen av landet, 190 km sydväst om huvudstaden Dublin. Kildorrery ligger 118 meter över havet och antalet invånare är 301.
Terrängen runt Kildorrery är platt åt sydost, men åt nordväst är den kuperad.Runt Kildorrery är det glesbefolkat, med 17 invånare per kvadratkilometer. Närmaste större samhälle är Mitchelstown, 11,0 km öster om Kildorrery. Trakten runt Kildorrery består i huvudsak av gräsmarker.